# NGC 2673
NGC 2673 is een elliptisch sterrenstelsel in het sterrenbeeld Kreeft. Het hemelobject werd op 19 december 1849 ontdekt door de Ierse astronoom William Parsons.

## Synoniemen
- UGC 4620
- KCPG 175B
- MCG 3-23-11
- Arp 167
- ZWG 90.19
- NPM1G +19.0193
- PGC 24792